# Órgano (instrumento musical)
El órgano es un instrumento musical que produce sonido al conducir aire insuflado generado por medio de una turbina o fuelle, a través de unos tubos que son ejecutados desde un teclado manual, dependiendo del instrumento puede estar acompañado de un pedalero, un teclado más grande ubicado en el piso que se toca con los pies. Debido a que cada tubo produce un solo tono, los mismos se proporcionan en conjuntos llamados rangos, cada uno de los cuales tiene un timbre y volumen comunes en toda la extensión del manual. La mayoría de los órganos tienen muchos rangos, con distintos timbres, tonos y volúmenes diferentes que el ejecutante del instrumento (llamado organista) puede emplear individualmente o en combinación, mediante el uso de controles llamados registros. 
Un órgano de tubos tiene uno o más manuales que, a diferencia del piano (que tiene ocho octavas), suelen tener seis. Cada teclado controla su propia división o grupo de registros, y en el caso de la pedalera suele estar asociada a los registros más graves, aunque también se puede emplear para generar otra voz aguda, dependiendo de las prestaciones del instrumento. Los manuales, la pedalera y los controles para los registros se encuentran en la consola del órgano. El suministro continuo de viento del órgano le permite sostener notas mientras se presionan las teclas correspondientes, a diferencia del piano y el clavicordio, cuyos sonidos comienzan a disiparse inmediatamente después de presionar una tecla. 
Los distintos registros se accionan mediante unas palancas o botones al alcance de la mano del organista. Todo el sistema puede ser mecánico, eléctrico o electrónico dependiendo del periodo en que se fabrico el órgano. El timbre de cada registro dependerá de la forma, tamaño, material o mecanismo de producción del sonido. El número de registros varía mucho entre los diferentes instrumentos. Existe una amplia variedad y tipos de órganos, dependiendo del lugar donde estén ubicados, pueden ser para catedrales, iglesias más pequeñas, capillas o salas de conciertos, de allí que variará su cantidad de registros y tubos. Existen órganos portátiles que se pueden mover de un sitio a otro, puesto que, normalmente los órganos se construyen para que permanezcan allí por todo su periodo de vida útil. Mientras que un órgano portátil puede tener solo una o dos docenas de tubos y un manual; el más grande puede tener más de 33 000 tuberías y siete manuales. La cantidad de manuales será en función a la cantidad de registros del órgano. Se puede clasificar al órgano como instrumento de viento o aerófono en la categoría instrumentos de teclado y, también, dentro de la subcategoría aire insuflado, junto al acordeón y al armonio.
Al comienzo de su historia, los órganos se instalaron en iglesias católicas de rito romano y protestantes, por ello el instrumento quedó muy arraigado al culto religioso. Poco más tarde el instrumento se comenzó a instalar en salas de conciertos, escuelas, auditorios de universidades, y otros edificios públicos y en propiedades privadas (muy frecuente en las casas de los organistas). En algunos casos, también en sinagogas. Se utilizan en la interpretación de música clásica, música sagrada, música secular y música popular. A principios del siglo XX, sobre todo en el mundo anglosajón, se instalaron órganos de tubos en los cines para acompañar la proyección de películas durante la era del cine mudo, así como en centros comerciales y en auditorios municipales, donde las transcripciones orquestales eran populares. El comienzo del siglo XXI ha visto un resurgimiento del órgano en las salas de conciertos. El órgano cuenta con un repertorio sustancial, que abarca más de 500 años.
Surgieron varios instrumentos que de alguna forma intentaron emular al órgano, tales como el arcordeón y bandoneón, que son además instrumentos con fuelle como el órgano. En la modernidad se han construido instrumentos de teclado eléctricos, algunos ejemplos son el órgano Hammond y los sintetizadores.

## Historia

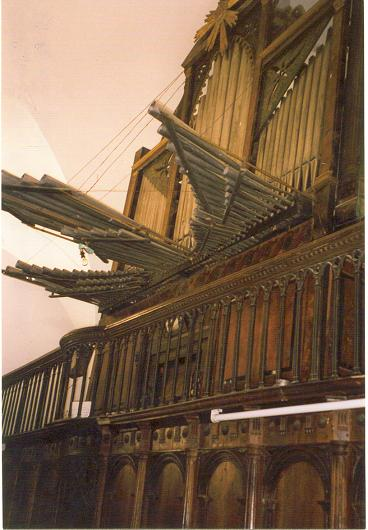
El órgano de la iglesia parroquial de Ayerbe. Los tubos de lengüeta que sobresalen en horizontal estan dispuestos en "chamade".

### Antigüedad
El órgano es uno de los instrumentos más antiguos que todavía se usan en la música clásica europea y se cree que tiene su origen en Grecia. Sus primeros predecesores fueron construidos en la antigua Grecia en el siglo III a. C. La palabra órgano se deriva del griego όργανον (organon), un término genérico para un instrumento o una herramienta, que viene del latín organum, un instrumento similar a un órgano portátil utilizado en los antiguos juegos de circo romanos.[cita requerida] Sin embargo, Leonor Victoria Moreno sostiene que el órgano tiene origen oriental, aproximadamente del siglo II a. C., y su uso en Occidente comenzó en el siglo VIII, mientras que fue introduciéndose en los templos en los siglos IX y X. Para el siglo XV era indispensable en las iglesias, pero también se usaba para música profana.
Es al ingeniero griego Ctesibios de Alejandría a quién se le atribuye la invención del órgano en el siglo III a. C., cuando ideó un instrumento llamado hydraulis, que entregaba un suministro de viento mantenido a través de la presión de agua a un conjunto de tuberías. El hydraulis se usó en las arenas del imperio romano. Las bombas y los reguladores de agua de los sistemas hidráulicos fueron reemplazados por una bolsa de cuero inflada en el siglo II d. C. y comenzaron a aparecer los verdaderos fuelles en el Imperio Romano Oriental en el siglo VI o VII d. C. El geógrafo persa del siglo IX Ibn Khurradadhbih (fallecido en 911), en su discusión lexicográfica de los instrumentos, citó al urghun (órgano) como uno de los instrumentos típicos del Imperio Romano Oriental (Bizantino). A menudo se lo usaba en el Hipódromo en la capital imperial de Constantinopla. Un visitante sirio lo describe diciendo que era accionado por dos sirvientes que bombean "un fuelle como el de un herrero" y que es tocando mientras los invitados comían en la cena de Navidad del emperador en Constantinopla en 911 d. C..
Hasta el siglo XII se emplearon los dos sistemas, que resultaban siempre muy complicados, y al llegar al siglo XIII se abandonaron completamente los hidráulicos ya que el agua oxidaba el cilindro giratorio haciendo inviable al instrumento. Se generalizó desde entonces en las iglesias el instrumento, que fue adquiriendo lentamente su perfección hasta el siglo XVI. En el siglo XIV se simplificó el juego de los fuelles que antes exigía la fuerza de muchos hombres y se convirtió el teclado en cromático siendo antes diatónico.

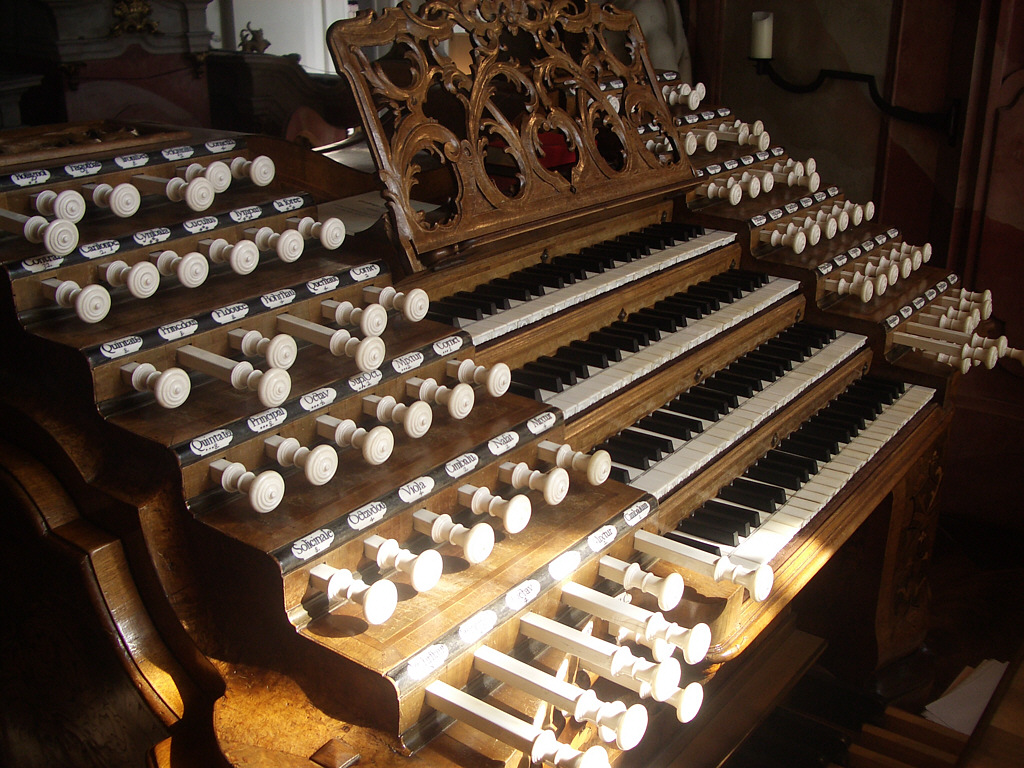
Teclado del Órgano de la Basílica de San Martín en Alemania obra de Joseph Gabler.

En el siglo XV se construyeron órganos de dimensiones más grandes y fijos (continuaron los portátiles y pequeños para iglesias menores) y se le añadieron pedales. En el siglo XVI se aumentó el tamaño de los órganos, se los encerró en una caja, tal como hoy los conocemos, y se inventaron los teclados sobrepuestos.
En el siglo XVII Fray José de Echevarría introduce la llamada "caja de ecos", un artilugio que permite realizar efectos sonoros de "cercanía y lejanía", y la trompetería horizontal en forma de tiros dando al instrumento unas sonoridades muy ricas y potentes.
En el siglo XIX se perfeccionó hasta el punto de alcanzar un solo órgano la extensión de diez octavas con cinco teclados. En las últimas décadas, con la aplicación de la electricidad a los órganos, se ha conseguido simplificar los sistemas de palancas y dar mayor rapidez a todos los movimientos.

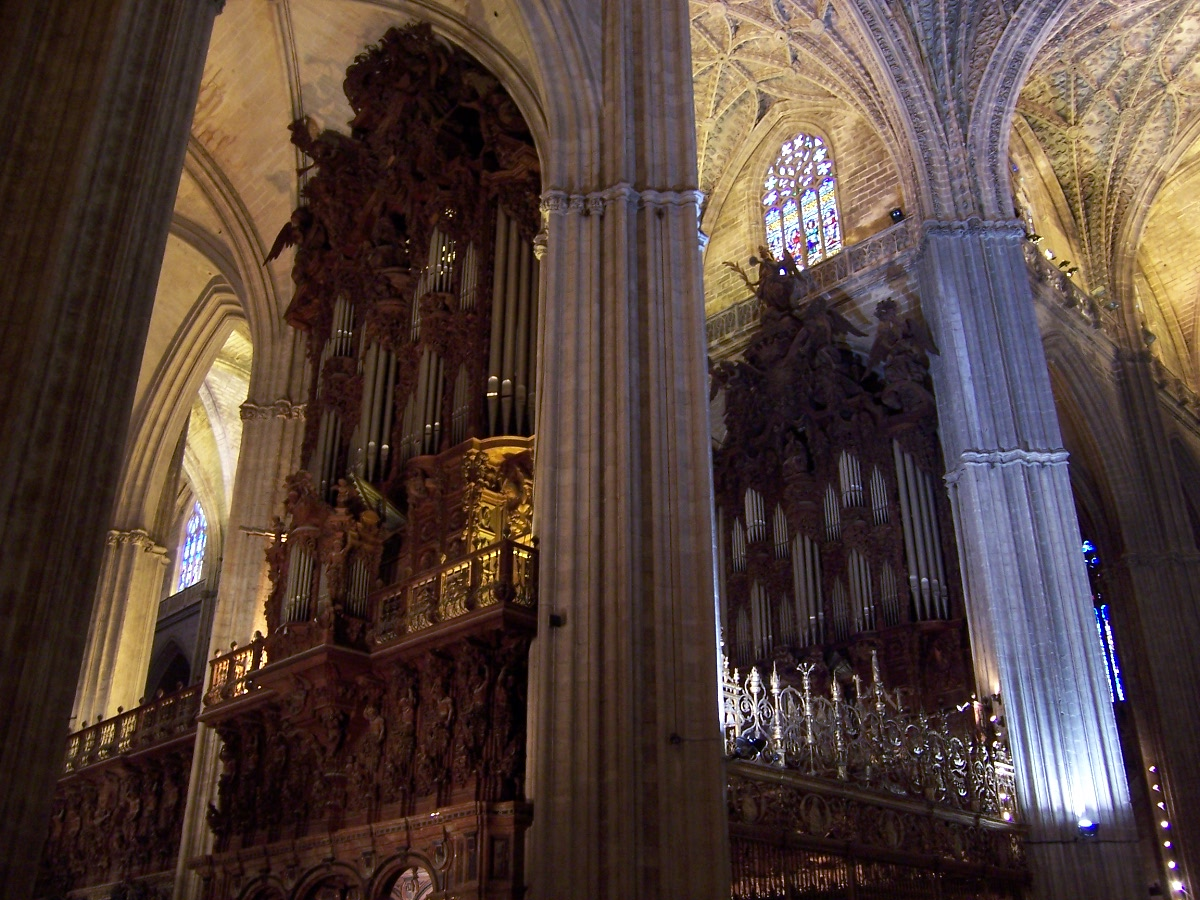
Órgano de la catedral de Sevilla.

### Edad Media
Los órganos portátiles, tanto el portativo como el órgano positivo, se inventaron en la Edad Media. Hacia mediados del siglo XIII, los retratos representados en las miniaturas de manuscritos iluminados parecen tener teclados reales con teclas equilibradas, como en las Cantigas de Santa María. Su portabilidad hizo que el portativo sea útil para el acompañamiento de música sagrada y secular en una variedad de entornos. En el siglo XI, el monje Theophilus describió en su tratado, conocido como Schedula diversarum artium ("Lista de diversas artes") o De diversis artibus ("Sobre diversas artes"), todos los pasos necesarios para la construcción de un órgano eclesiástico. 
Órganos grandes como el instalado en 1361 en Halberstadt, Alemania, es considerada como la primera instalación documentada de órganos "permanentes" y, probablemente, llevó a Guillaume de Machaut a describir el órgano como "el rey de los instrumentos", una caracterización que hasta el día de hoy se aplica con frecuencia. El órgano Halberstadt fue el primer instrumento en utilizar un diseño con teclas cromáticas en sus tres manuales y pedalera, aunque las teclas eran más anchas que en los instrumentos modernos. Tenía veinte fuelles operados por diez hombres, y la presión del viento era tan alta que el organista tenía que usar una gran fuerza de su brazo para mantener presionada una tecla.
Hasta mediados del siglo XV, los órganos no tenían mando de registros. Cada control manual se clasificaba en varios tonos, conocido como blockwerk. Alrededor de 1450, se diseñaron controles que permitían que las filas de blockwerk se cambiaran individualmente. Estos dispositivos fueron los precursores de lo que en la modernidad se conoce como registro. Las filas más agudas de blockwerk permanecieron agrupadas bajo un solo control de registro; estos registros se convirtieron en mixture.

### En la música clásica

#### Como solista

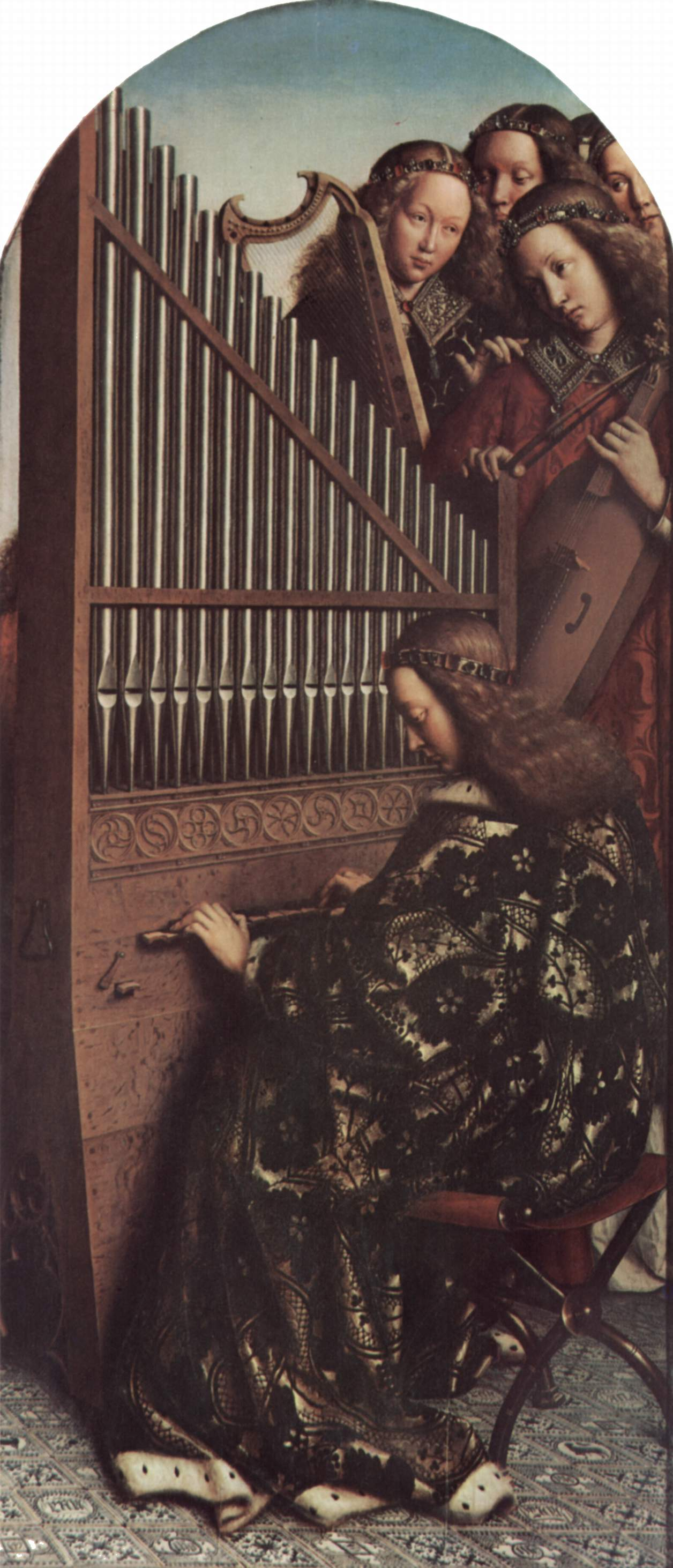
Representación pictórica de Hubert Van Eyck.

En la música clásica el órgano, como solista y tocado solo, ha tenido grandes compositores que le destinaron obras célebres, sobre todo en la época barroca, edad de oro del instrumento; destaca el aporte de Johann Sebastian Bach en el siglo XVII y Olivier Messiaen en el siglo XX.
Sin embargo, el órgano, por ser un instrumento completo (es decir, que tiene todo lo necesario para interpretar una obra casi de cualquier tipo), no tiene necesidad de depender de otro instrumento, ya que sus registros y su arquitectura musical (la forma como se gobierna el órgano) lo hacen independiente. Es el único instrumento para el cual se han compuesto "sinfonías", debido a la paleta sonora de los instrumentos más grandes, particularmente mejorada en el siglo XIX.

### Renacimiento
Ya en la Edad Media hubo colecciones de piezas para órgano solo; en el Renacimiento tuvo su primera edad de oro. Antonio de Cabezón (1510-1566) es uno de los mejores organistas de su época y uno de los más destacados en el ámbito español; para el órgano escribió tientos, pasacalles, variaciones, etc.

### Barroco
En el barroco, el órgano tuvo su apogeo y época dorada, tanto en intérpretes como en compositores y organistas.
En Italia destaca la figura de Frescobaldi (1585-1641), cuya obra Fiori musicali (1635) es una de las más importantes en el ámbito teclístico.
En los Países Bajos hay otro ilustre ejemplo con Jan Pieterszoon Sweelinck (1560-1621). Él y Frescobaldi son los dos primeros genios de la literatura barroca del teclado.
En Francia el órgano tenía un papel relevante en la vida musical, y la escuela francesa del órgano tuvo su máximo apogeo entre 1660 y 1720. Los más ilustres exponentes de la escuela es François Couperin (1668-1733). Después la escuela, junto con la escuela del clave, pierde prestigio y la música francesa del instrumento desaparece ante la indiferencia de los grandes compositores, como Jean-Philippe Rameau (1683-1764). En 1790 ya está en plena decadencia y hay solo compositores menores.
En España hay numerosas figuras destacables durante todo el periodo, desde Francisco Correa de Arauxo y Juan Cabanilles hasta Antonio Soler (1729-1783), cuya producción organística es la más importante del siglo XVIII en el ámbito iberoamericano.
En Inglaterra los dos más ilustres representantes son Henry Purcell (1659-1695), que compuso piezas de temática libre, y Georg Friedrich Händel (1685-1759), que compuso conciertos para órgano y orquesta.

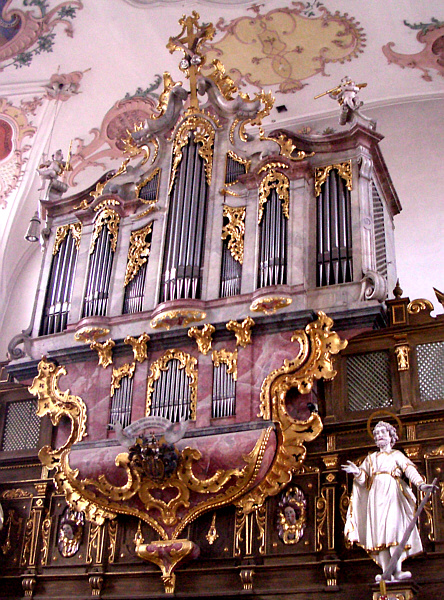
Órgano de Klosterlechfeld, Alemania.

En Alemania el órgano tuvo una importancia capital en todos los sentidos; la calidad y cantidad de las obras y el gran número de compositores durante todo el periodo hicieron que el órgano tuviera ahí el máximo apogeo.
La escuela alemana, que puede dividirse en la del norte, la del sur y la del centro, tuvo su apogeo entre 1650 y 1750 con los tres compositores más importantes de la literatura Alemana: Johann Pachelbel (sur) (1653-1706), Dietrich Buxtehude (norte) (1637-1707) y, sobre todo, Johann Sebastian Bach (1685-1750), cuya aportación fue la más importante del periodo barroco.

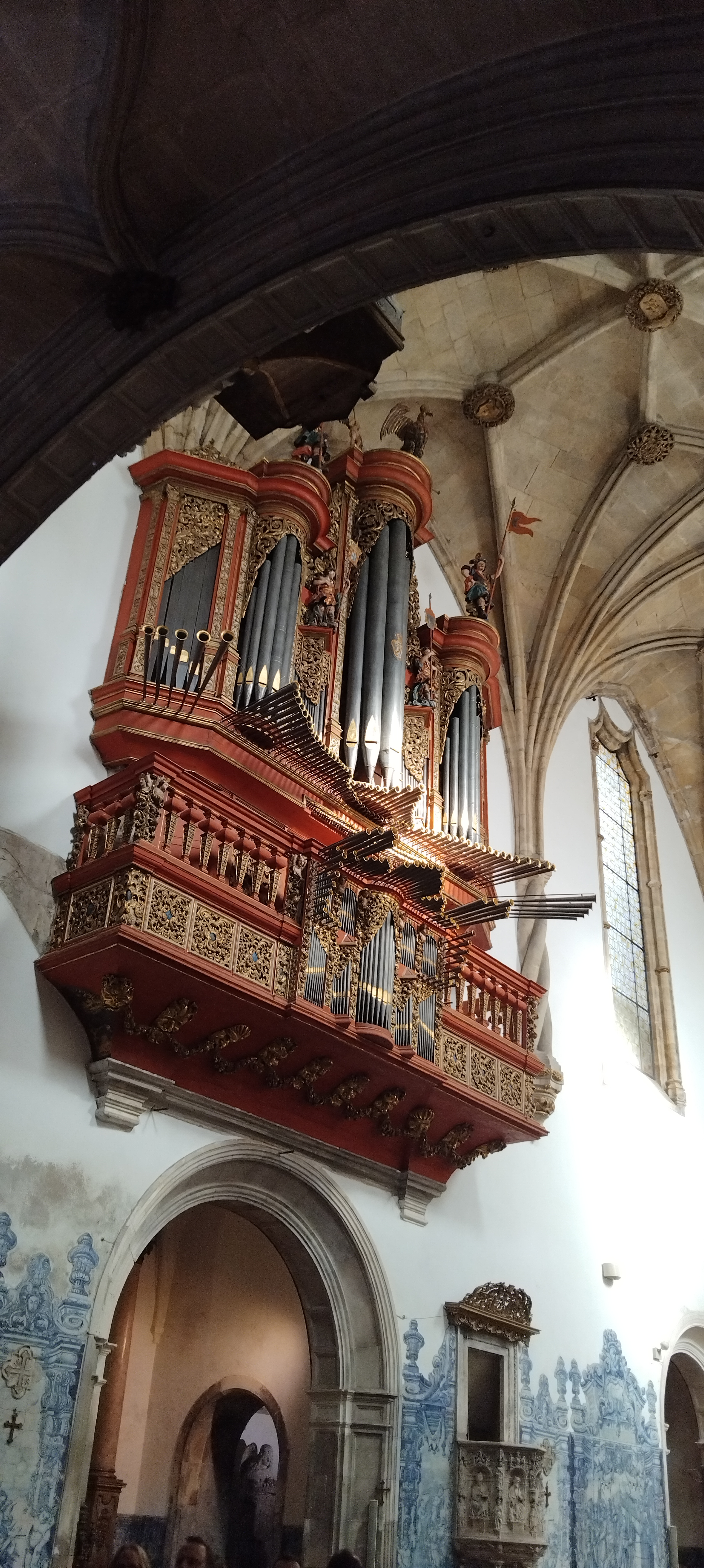
Cámara municipal de Coímbra (edificio o estructura en Coímbra, Portugal)

### Desde 1750 hasta la actualidad

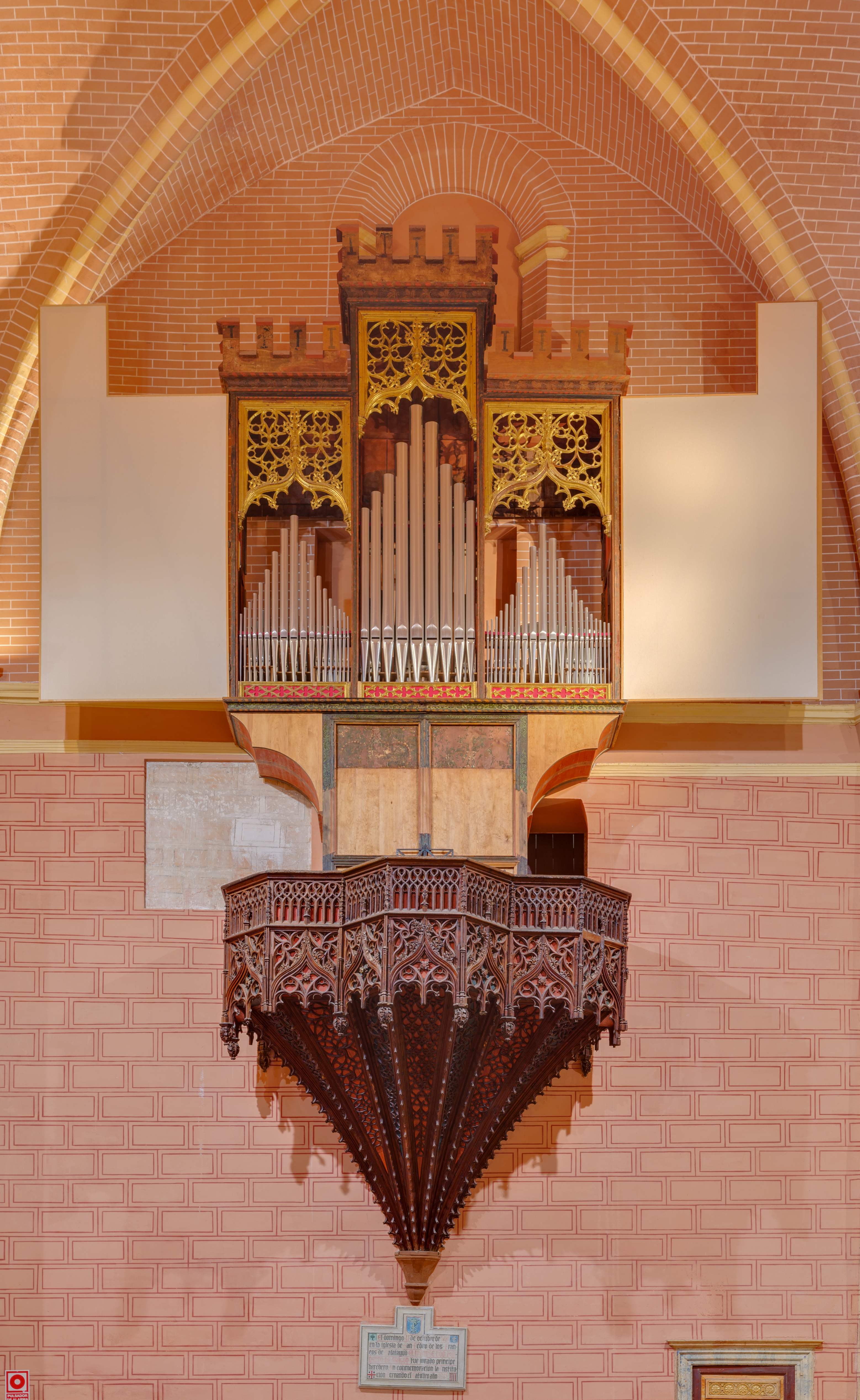
Órgano de la iglesia de San Pedro de los Francos, Calatayud, España.

Después de la época barroca y de la muerte de los grandes compositores del periodo entre 1706 y 1750, el órgano entró en decadencia en la música de concierto; la indiferencia de los grandes compositores hace que se le reserve casi exclusivamente para música religiosa. En el periodo clásico, Mozart y Haydn solo compusieron algunas sonatas y fantasías el primero, y el segundo, conciertos para órgano. Beethoven, por su parte, lo usó en su gran Missa Solemnis y en una Fuga en re mayor, WoO 31 (1783), que se dice que fue compuesta para cumplir con los requisitos del examen para el cargo de segundo organista de la corte de Bonn, en febrero de 1784. Aparte de estas composiciones, la Fuga en re mayor es la única composición que escribió para órgano.

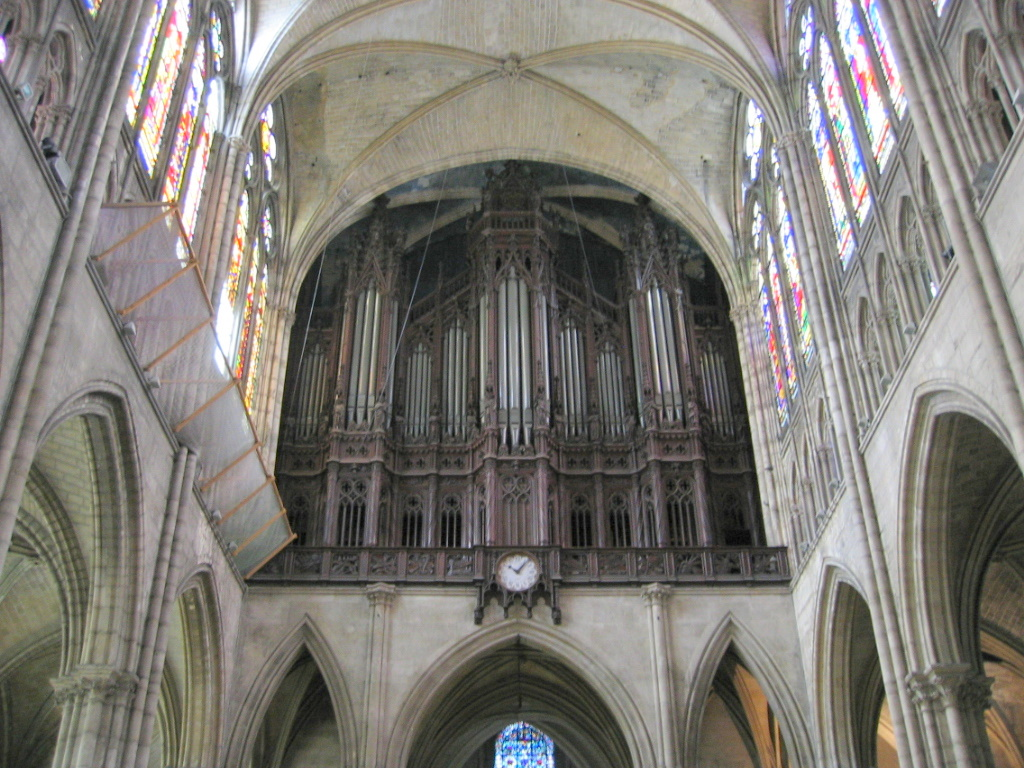
El órgano de la Basílica de Saint-Denis (Francia), primer órgano de Aristide Cavaille-Coll, conlleva numerosos innovaciones, en particular la primera máquina Barker.

En el romanticismo, salvo contadas excepciones, siguió relegado por los grandes compositores, aunque Mendelssohn, Anton Bruckner, Brahms, Jesús Guridi y Franck destinan grandes obras a este instrumento, como los corales (1897) y las sonatas (1845) de Brahms y Mendelssohn respectivamente.

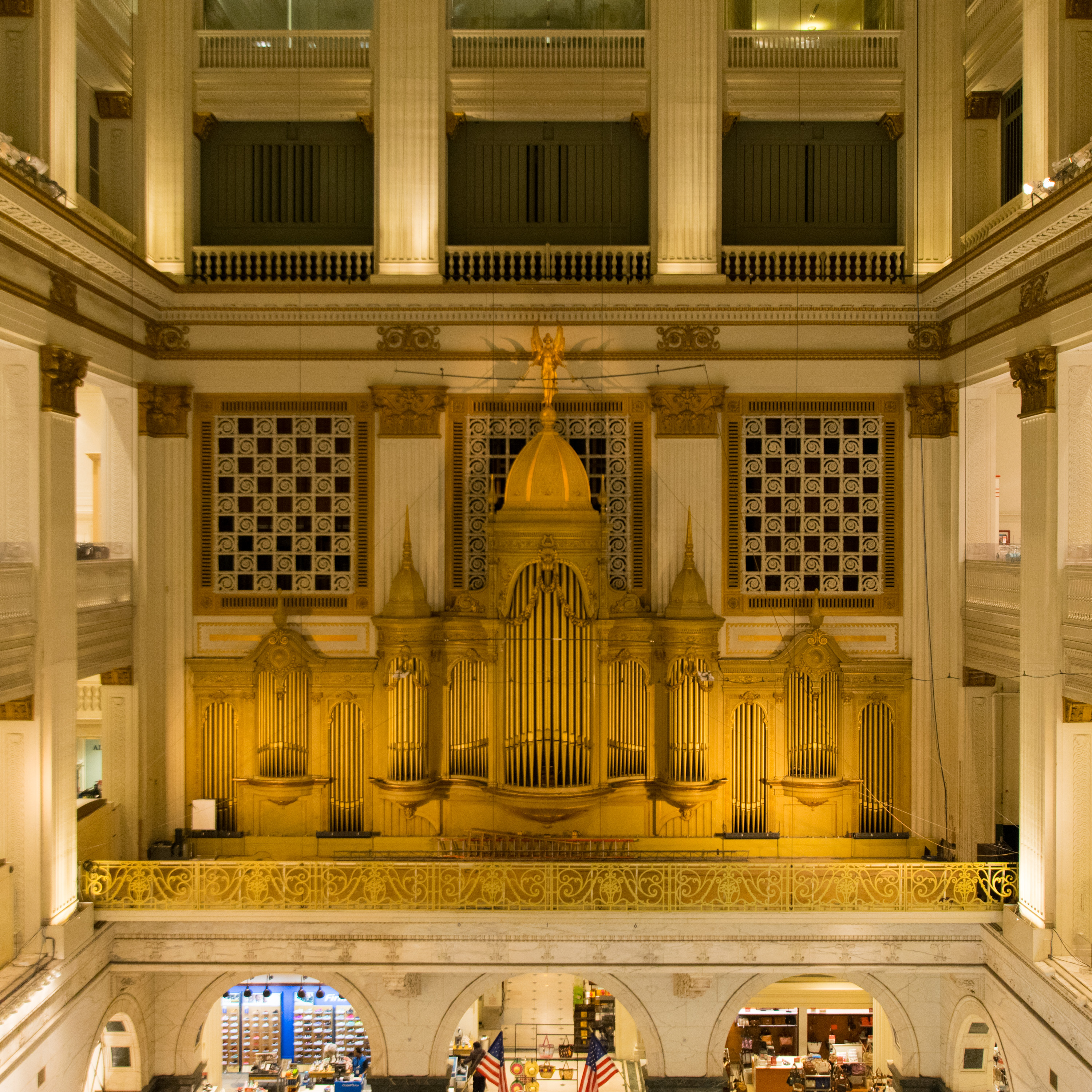
Órgano Wanamaker, en Filadelfia. Posee tubos, dispuestos en 464 filas

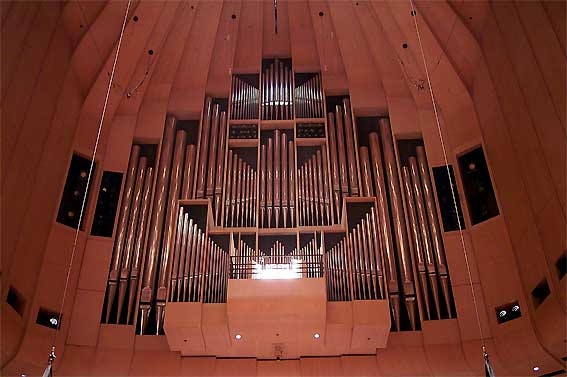
Órgano de la Ópera de Sídney, Australia

Sin embargo, los organistas y compositores belgas César Franck (1822-1890) y Jacques-Nicolas Lemmens (1823-1881) recuperan las obras de Bach y hacen revivir el órgano, lo que lleva a una edad de plata con sus discípulos franceses Alexandre Guilmant (1837-1911) y Charles-Marie Widor (1844-1937). Las sonatas del primero y, sobre todo, las nueve sinfonías del segundo, representan obras que explotan las enormes posibilidades del gran órgano romántico, gracias también a la labor innovadora del organista Aristide Cavaillé Coll (1811-1899). Puede decirse que Widor es al órgano lo que Bruckner a la orquesta sinfónica: un autor que, al explorar las posibilidades más amplias y complejas del instrumento, lleva la forma sinfonía/sonata a su máxima expansión, sin romper con la tonalidad clásica.

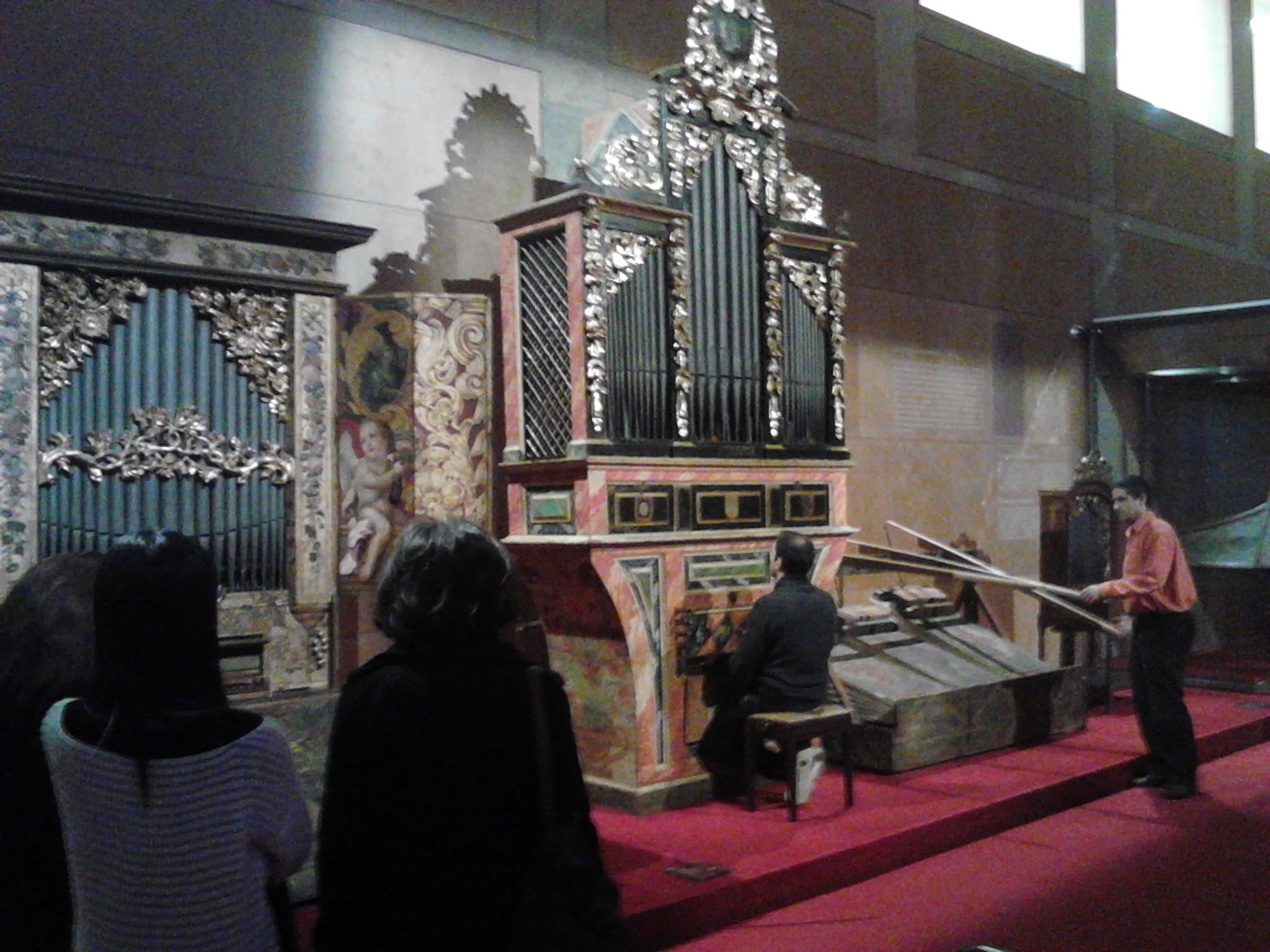
Órgano Pérez Molero siendo tocado (se necesitan dos personas, una que se encargue del teclado y otra que mueva los fuelles a mano para suministrar el aire), en el Museo de la Música de Barcelona.

De entre los discípulos de Widor seguramente el más notable es Louis Vierne (1870-1937), que llegó a recibir el estímulo y aprecio de César Franck. Autor de seis importantes sinfonías, de numerosas piezas de fantasía y de diversos estilos para órgano. Asimismo, con Vierne los conciertos de órgano en París adquieren la categoría de acontecimiento cultural, y el autor llegará a dar varios recitales por los Estados Unidos. También tuvo éxito como intérprete Joseph Bonnet (1884-1944), discípulo de Guilmant. Bonnet compuso solamente para órgano, y casi toda su obra entre 1908 y 1913. Autor ecléctico, recuperador de la tradición gregoriana y notable maestro de la variación, compuso desde obras litúrgicas hasta otras de corte romántico o impresionista.
Con ello, en el siglo XX el órgano recupera otra vez su papel de instrumento rey, y alcanza su cumbre en la ricas y complejas obras de Olivier Messiaen (1908-1992), así como en el concierto de órgano (1938) de Francis Poulenc, aunque el autor sin duda más prolífico es Marcel Dupré (1886-1971).
En el Museo de la Música de Barcelona se expone una importante colección de órganos barrocos, clásicos y románticos de distintos orígenes.
En el año 2006, el Papa Joseph Ratzinger dijo, con motivo de la inauguración de un órgano tubular en Ratisbona, Alemania: "El órgano ha sido siempre considerado, y con justa razón, el rey de los instrumentos musicales, porque eleva todos los sonidos de la creación [..] y da resonancia para la completitud de los sentimientos humanos, de alegría a tristeza, de ruego a lamentación. Al trascender el mero ámbito humano, tal como hace toda música de calidad, (el órgano) evoca a lo divino. Su gran rango tímbrico, yendo de suave y llegando a un atronador fortissimo, hace de él un instrumento superior a todos los demás. Es capaz de hacerse eco y de expresar todas las experiencias de la vida humana. Las múltiples posibilidades del órgano, de alguna manera nos recuerda a la inmensidad y magnificencia de Dios".

## Construcción
Un órgano tiene uno o más juegos de tubos, un sistema de aire, y en la mayoría de los casos, uno o más manuales (teclados) con una pedalera (no provisto en ciertos órganos como es el caso de los portativos), un teclado más grande que se ejecuta con los pies. La cantidad de manuales y si viene provisto de pedalera, es algo que está en función del número de tubos y registros. Los tubos producen sonido cuando el aire presurizado por el sistema de viento pasa a través de ellos al ejecutar una nota en el manual o pedalero. A su vez el organista tiene el control de los rangos de los tubos, de forma tal que en cualquier momento puede manipular los registros para que suenen determinados juegos de tubos, incluso mientras una pieza está siendo ejecutada los registros pueden cambiarse, una acción muy habitual dentro de las obras para el instrumento. El organista puede operar los manuales, pedalera y registros desde la consola del órgano. Un sistema ya sea mecánico o eléctrico esta conectado desde las teclas de los manuales hasta las válvulas que permiten el ingreso de aire por los tubos. 
La falta de espacio en el sitio donde se emplaza el órgano suele ser un problema para los constructores, ya que los tubos de algunos registros pueden alcanzar los 9,75 m de altura. En ocasiones los tubos son demasiado altos para caber en la sala. A veces los constructores solucionan este problema colocando los tubos de lado si el espacio lo permite, también se suele ingletear el tubo. Otra solución es usar tubos tapados en lugar de tubos abiertos, ya que esto reduce la longitud a la mitad. La mayoría de los registros de flauta de 9,75 m usan tubos tapados. Muchos órganos de sala de práctica, que deben caber en un espacio mucho más pequeño que los instrumentos de iglesia o de concierto, usan tubos tapados en los registros de 4,85 m. Los problemas de espacio se pueden evitar si el arquitecto reserva un espacio considerable para un órgano de tubos al diseñar un nuevo edificio.

### Mecanismos
Un órgano contiene fundamentalmente dos mecanismos principales: las teclas (ya sean de los manuales o del pedalero) y los registros. Cuando el organista presiona una tecla, hace que el viento entre en un tubo del órgano todo el tiempo que la tecla este siendo presionada. El registro hace que se active una juego de tubos (es decir, que se puedan tocar con las teclas), mientras un registro está en su posición "activada". El mecanismo puede ser enteramente mecánico, neumático o eléctrico, o alguna combinación de estas, como electroneumática. El mecanismo de las teclas es independiente al de los registros, lo que permite que un órgano combine un mecanismo mecánico de las teclas con un mecanismo eléctrico de los registros.
En un mecanismo de acción mecánica, cada control de pulsación opera una válvula para un rango completo de tubos. Cuando el organista selecciona un registro, la válvula permite que el aire alcance el rango seleccionado. Es el mecanismo más antiguo, la tracción desde la consola hasta las válvulas del órgano se logra mediante una conexión mecánica de barras y rodillos para distribuir la acción al tubo. Dado que el organista abre la paleta a través de una conexión verdaderamente mecánica, posee una pequeña cantidad de control sobre la forma en que el tubo comienza a sonar. Sin embargo, la consola debe estar ubicada cerca para que la acción de la tecla permanezca firme y receptiva, pero no es la mejor posición para escuchar el órgano como lo oiría el coro, la congregación o la audiencia. El primer tipo de control utilizado para los registros fueron perillas, que el organista selecciona tirando hacia sí mismo. Al tirar de todas las perillas, se activan todos los tubos disponibles y es el origen de la expresión "tirar de todos los registros". Los selectores de registros más modernos, utilizados en mecanismos eléctricos, son interruptores eléctricos comunes o válvulas magnéticas operadas por una palanca basculante.
Posteriormente se desarrollaron mecanismos tubular-neumáticos, que emplean una combinación de circuitos eléctricos y presión de aire para operar válvulas neumáticas en todo el instrumento. El organista no tiene control sobre el sonido del tubo, pero a diferencia de los órganos operados con mecanismo electrónico, donde el ataque inicial es más brusco, en este caso, se minimiza en un órgano de acción electroneumática. Este tipo de mecanismos son los más difíciles de mantener que cualquiera de los otros dos tipos. Esto permitió que los controles sean más ligeros y también mayor flexibilidad en la ubicación de la consola, dentro de un límite de aproximadamente 15 metros. Este tipo de construcción se utilizó a fines del siglo XIX y principios del siglo XX, pero rara vez se volvió a emplear después de la década de 1920.
Para los órganos que se han fabricado en tiempos más recientes se emplean mecanismos puramente eléctricos, que utilizan corriente continua de bajo voltaje para controlar los mecanismos de llaves o de registros. La electricidad puede controlar los mecanismos indirectamente activando válvulas de presión de aire (neumática), en cuyo caso el mecanismo es electroneumático. En tales acciones, un electroimán atrae una pequeña válvula piloto que deja pasar el aire a un fuelle (el componente "neumático"), que abre la paleta. Cuando la electricidad opera el mecanismo directamente sin la asistencia neumática, se denomina comúnmente mecanismo eléctrico directo. Dado que la acción no es mecánica, se sacrifica cualquier control sobre el sonido del tubo. De hecho, la válvula magnética se abre incluso más abruptamente que con los mecanismos mecánicos o del tipo electroneumáticos, lo que da como resultado un ataque inicial algo brusco cuando suena cada tubo. Este tipo de mecanismo es menos costoso de producir que las de tipo mecánicas o electroneumáticas.
Al emplear cableado eléctrico para conectar la consola a los diferentes dispositivos del órgano (ya sean los registros o los accionamientos de los tubos), es posible separar la consola a cualquier distancia práctica del resto del órgano, y que la misma sea móvil. Los mecanismos eléctricos de los registros se pueden controlar en la consola mediante perillas de registro, pastillas basculantes pivotantes o pestañas basculantes. Estos son interruptores simples, como los interruptores de pared para las luces de una habitación. Algunos pueden incluir electroimanes para la configuración, o restablecimiento automático cuando se seleccionan combinaciones.
En las décadas recientes gracias tanto a la sofisticación de la computación, como también a la electrónica digital, es posible conectar la consola y los cofres de viento mediante líneas de cables más sencillas en lugar de las numerosas líneas de cables para cada control. Los ordenadores integrados en la consola y cerca de los cofres de viento se comunican entre sí mediante diversas sintaxis de multiplexación complejas, comparables al MIDI.

### Tubos

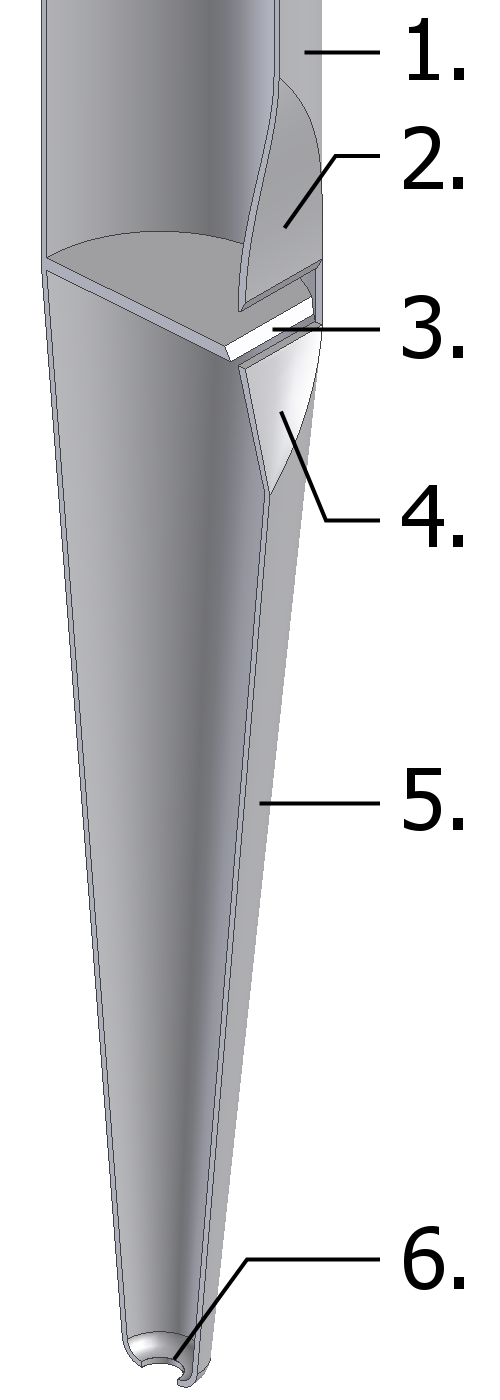
Sección de un tubo de labio:
1) Cuerpo del tubo o resonador.
2) Labio superior.
3) Lánguido.
4) Labio inferior.
5) Pie.
6) Orificio de entrada del aire.
Los elementos 2, 3 y 4 constituyen la boca.

Los tubos de órgano suelen estar hechos de madera o metal y producen sonido cuando el aire bajo presión pasa por ellos. Un tubo produce un solo tono, por lo que son necesarios varios tubos para lograr una escala musical. Cuanto mayor es la longitud del tubo, más grave será el sonido de la nota resultante. Los tubos del órgano se agrupan en filas o rangos según el sonido particular que producen. Como cada tubo corresponde a una nota del manual, si el órgano tiene manuales de cinco octavas, entonces por cada rango habrá 61 tubos. En el comando del registro el nombre del rango viene acompañado de un número, que es la longitud del tubo mayor medida en pies (en un pie de 32,43 centímetros), por lo que un registro que diga Diapasón 8', quiere decir que el tubo del do más grave mide ocho pies de largo, siempre que sea un tubo sin tapa en su agujero superior. Pero los tubos son un poco más largos de lo que indica el registro, ya que esa cifra no tiene en cuenta la longitud del pie del tubo, ya que esta no repercute en el sonido.
El timbre y el volumen del sonido que produce un tubo dependen del volumen de aire que se le suministra y de la manera en que está construida y sonorizada, esta última ajustada por el constructor para producir el tono y el volumen deseados. Por lo tanto, el volumen de un tubo no se puede cambiar fácilmente mientras se toca.
En un mismo órgano existen varios tipos de tubos, de diferente materiales y formas, algunos tienen su parte superior libre, mientras que otros están tapados, incluso hay tubos con dos orificios superiores o algunos con otro tubo que sale como si fuese una chimenea, cada tipo tiene su propio timbre y nombre. Hay muchas otras variables que controlan el sonido además del diseño del tubo. Por ejemplo, la presión del viento, los materiales utilizados en la construcción e incluso la estructura del edificio en el que se instala el órgano. Los tubos se pueden dividir fundamentalmente en dos grupos:
- Tubos de labio: funcionan exactamente como una flauta dulce. El aire primero ingresa por un orificio pequeño en la parte inferior del tubo. El aire a presión se libera en forma de un chorro plano, porque tiene que pasar por una ranura estrecha (entre el labio inferior de la boca y una parte llamada lánguida). Este vapor golpea el labio superior afilado de la boca. Se produce así una oscilación ya que el aire intenta entrar o salir del tubo resonante, creando así una vibración de la columna de aire. Cuanto más largo sea el tubo resonante, más grave será el sonido, porque la vibración es más lenta. Si el objetivo es producir un sonido bajo, se necesita un tubo muy largo.[32] Un ejemplo del sonido producido por un tubo de labio es la flauta.[31]

- Tubos de lengüetas: funcionan como un clarinete. En el pie del tubo, el aire a presión tiene que encontrar su camino a través de una parte semicilíndrica llamada chalote y una lengüeta, que generalmente esta hecha de latón. La lengüeta vibra y el tono del sonido producido depende de la longitud de la parte libre y de su elasticidad, es decir, de su grosor y del tipo de material utilizado. Tanto el color del sonido producido, como su riqueza de matices, depende de la forma, el grosor y el material de la lengüeta, pero también de la forma y la longitud del tubo que se encuentra encima y que se utiliza como resonador. Este resonador ayuda a la lengüeta a mantener su tono y selecciona los matices del sonido que se emite.[32] Un ejemplo del sonido producido por un tubo de lengüeta es la trompeta.[31]

Dentro de estos dos tipos de tubos existen otras variantes:
- Tubos tapados: son tubos tapados en cuyo extremo opuesto al orificio de entrada del aire a presión. Existen tubos tapadas de hasta 4'. Un tubo tapado produce un sonido de una octava más baja que el mismo sin tapar. Por ejemplo, un tubo tapado de 4' produce el mismo tono que uno abierto de 8'. En estos casos, en el registro que manipula el organista, el número será su equivalente tonal, no su longitud real, por lo que en el caso citado del tubo tapado de 4', el registro figurará como de 8'. En el registro de 4' los tubos no están completamente tapados, terminan con un pequeño tubo adicional, similar a una chimenea. El registro se llama entonces "flûte à cheminée", o "Rohrfloete" en alemán. Los tubos tapados nunca se construyen más altos que 4' (longitud real), porque constituyen un registro suave, cuya función no es producir sobretonos. Además, la construcción de tubos tapados muy pequeños sería difícil, y su afinación compleja. Las flautas con tapa se construyen en madera (para las más grandes) o en "metal común", que es una aleación de estaño y plomo.[32]

### Sistema de aire
El sistema de aire consta de las partes que producen, almacenan y entregan el aire a los tubos del órgano para que los mismos suenen a las notas que están afinados. Las presiones del viento en los órganos de tubos son del orden de 0,69 kPa. Los constructores de órganos miden tradicionalmente el aire del órgano utilizando un manómetro de tubo en U, que proporciona la presión como la diferencia de niveles de agua en las dos patas del manómetro. La diferencia en el nivel del agua es proporcional a la diferencia de presión entre el aire y la atmósfera.
Con excepción de los órganos operados con una turbina accionada por un molino de agua, antes de la invención de los motores eléctricos, para tocar el órgano se necesitaba al menos una persona que accionara el fuelle. Cuando el organista lo indicaba, un ayudante accionaba un conjunto de fuelles que alimentaban el órgano con aire.
En lugar de contratar a un ayudante, un organista podría practicar con algún otro instrumento, como un clavicordio o un clavecín. A mediados del siglo XIX, los fuelles también eran accionados por motores de agua, motores de vapor o motores de gasolina. A partir de la década de 1860, los fuelles fueron reemplazados gradualmente por turbinas giratorias que luego se conectaron directamente a motores eléctricos. Esto hizo posible que los organistas practicaran regularmente con el órgano. La mayoría de los órganos, tanto nuevos como históricos, tienen ventiladores eléctricos, aunque algunos instrumentos antiguos todavía se han mantenido con su fuelle en su forma original y pueden operarse manualmente. El viento suministrado se almacena en uno o más reguladores para mantener una presión constante en los colectores de aire hasta que la acción permite que fluya hacia los tubos.

### Consola

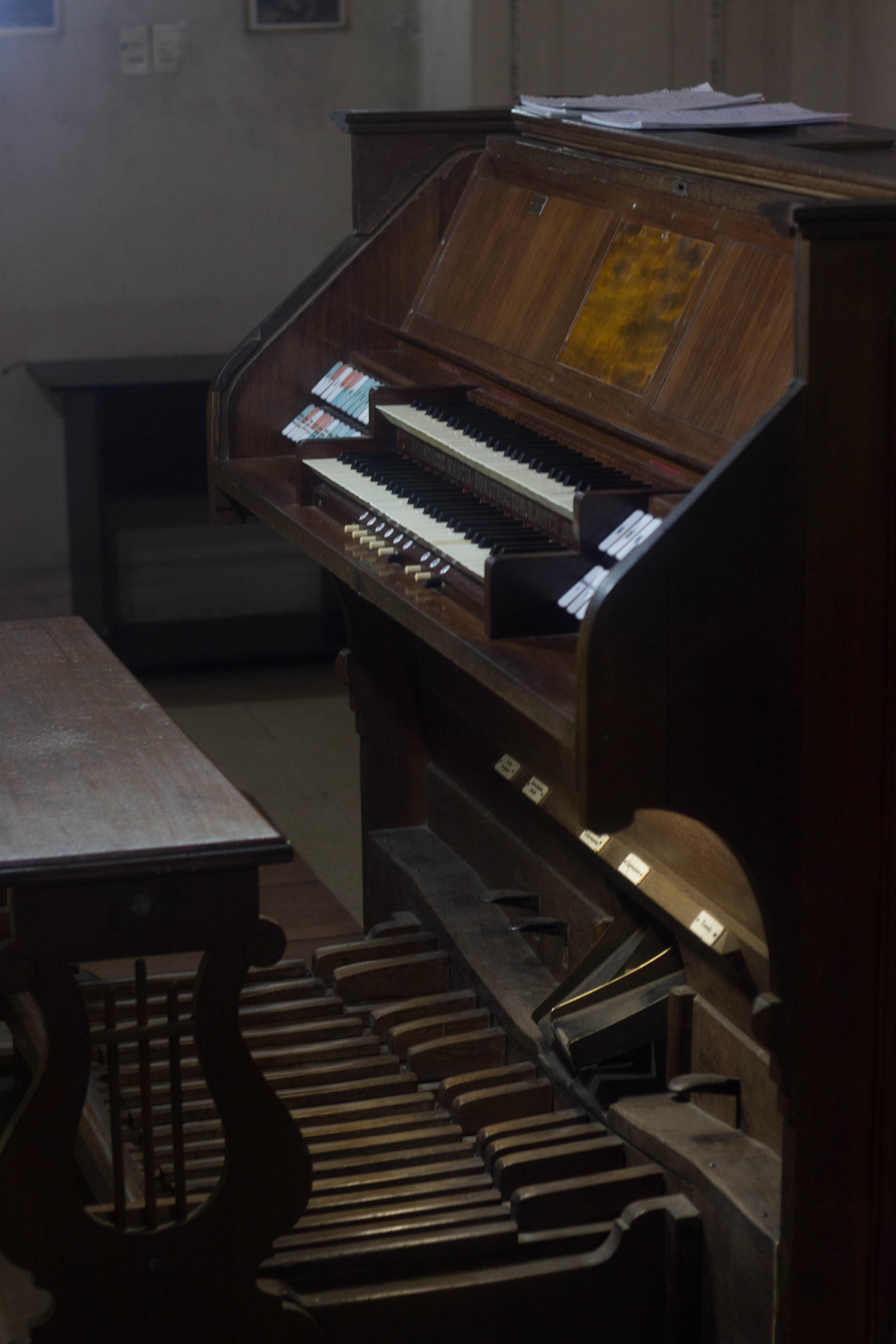
Consola de un órgano de dos manuales, pedalera con además pedales de crescendo y expresión.

Los controles disponibles para el organista, incluidos los manuales, pedalero, acopladores, pedales de expresión y crescendo, además de los registros, se acceden desde la consola. La consola está integrada en la caja del órgano o separada de ella en los instrumentos más modernos.

#### Manuales y pedalero
En el órgano los manuales son los teclados que se que se tocan con las manos. El teclado que se toca con los pies es un pedalero. Todos los órganos tienen al menos un teclado manual (la mayoría tiene dos o más) y la mayoría tiene un pedalero. Cada teclado recibe el nombre de una división particular del órgano (un grupo de registros) y, por lo general, controla solo los registros de esa división. La gama de teclados ha variado mucho a lo largo del tiempo y entre países. La mayoría de las especificaciones actuales requieren dos o más manuales con sesenta y una notas (cinco octavas, desde do hasta do″″) y un pedalero con treinta o treinta y dos notas (dos octavas y media, desde do hasta fa′ o sol′).
A diferencia del piano, los manuales del órgano son cortos en extensión, por lo general 56 notas (de Do1 a Sol5), pero existen también de 45, 51, o 61 notas, y están dispuestos de forma escalonada. Por lo general los órganos tienen un teclado de mayor tamaño para ser tocado con los pies, que lleva el nombre de pedalero o pedales, hoy en día tiene la extensión estandarizada de 30 notas (de Do1 a Fa3); pero existen de 27 y de 32 notas también. Antiguamente ciertos instrumentos tenían la octava corta y un reducido número de pedales.

#### Registros
Cada registro suele controlar un rango de tubos, aunque las mixturas y los registros ondulantes (como la Voix céleste) controlan varios rangos. El nombre del registro refleja no solo el timbre y la construcción del registro, sino también el estilo del órgano en el que se encuentra. Por ejemplo, los nombres de un órgano construido en el estilo barroco del norte de Alemania generalmente se derivarán del idioma alemán, mientras que los nombres de registros similares en un órgano de estilo romántico francés generalmente serán franceses. La mayoría de los países tienden a usar solo sus propios idiomas para la nomenclatura de los registros. Los nombres de los registros no están estandarizados: dos registros idénticos de diferentes órganos pueden tener nombres diferentes.
Para facilitar una amplia gama de timbres, existen registros de órgano en diferentes niveles de tono. Un registro que suena al unísono cuando se presiona una tecla se llama registro de 8' (se pronuncia "ocho pies"), empleando un pie de 32,43 centímetros. Esto se refiere a la longitud de habla del tubo de sonido más bajo en ese rango, que es de aproximadamente ocho pies o 2,4 m. Por la misma razón, un registro que suena una octava más alto está en un tono de 4', y uno que suena dos octavas más alto está en un tono de 2'. Del mismo modo, un registro que suena una octava más bajo que el unísono está en un tono de 16', y uno que suena dos octavas más bajo está en un tono de 32'. Los registros de diferentes niveles de tono están diseñados para ser tocados simultáneamente.
La etiqueta de una perilla o palanca basculante de registro indica el nombre del registro y su tono en pies. Los registros que controlan múltiples rangos muestran un número romano que indica la cantidad de rangos presentes, en lugar del tono. Por lo tanto, un registro etiquetado como "Open Diapason 8'" es un registro de diapasón de un solo rango que suena a un tono de 8'. Un registro etiquetado como "Mixture V" es una mixtura de cinco rangos.
Como el órgano es un instrumento de varios siglos de historia, cuya construcción ha cambiado con el tiempo, existen varios tipos de registros. Sin embargo la mayoría de ellos se pueden agrupar en ciertas categorías:
- Principales: Este es el registro principal del órgano. Normalmente es habitual verlos en la fachada del instrumento, son tubos frontales visibles. En los instrumentos grandes, la mayoría de las veces estos registros están construidos de metal pero algunos órganos también los tienen de madera. Estos tubos son por lo general de estaño, mientras que los principales interiores tienen un gran porcentaje de plomo. Aunque hay una gran variedad de ellos en varias tradiciones de construcción de órganos, generalmente el sonido de estos registros es firme y claro. Son muy usados para acompañar el canto congregacional en la interpretación de himnos. Es habitual emplear varios registros principales de diferentes niveles de tono (16', 8', 4', 2', y mixturas) para formar el registro de Órgano Pleno o el Principal Chorus. Este uso de los principales es una forma estándar de registrar[49] composiciones barrocas que no se basan en una melodía coral preexistente como pueden ser preludios, fugas, fantasías, toccatas, ciacconas o passacaglias. Muchas de las obras corales también se pueden tocar con registros principales solistas o con varias combinaciones de ellos.[50]

- Flautas: los registros del tipo flauta imitan a la familia de las flautas, como la flauta dulce, flauta de orquesta, flautín, entre otros. Su construcción puede ser tanto de metal como de madera. El diámetro de estos tubos suele ser mayor que de los registros principales, por lo tanto su sonido es más cálido y redondo. Los tubos de flautas pueden tener diversos tipos de construcción dependiendo el registro específico, ya que existen tubos de flauta abiertos, tapados, flautas de chimenea, cónicas, entres otros tipos. La morfología del tubo marca una gran diferencia en el sonido. Son empleadas para la interpretación de obras líricas. Las piezas de carácter lúdico se suelen tocar de manera efectiva utilizando varias combinaciones de flautas, incluso registros con agujeros, como las flautas de 8' y 2'. Al igual que los principales, las flautas se pueden utilizar sin la base de 8'.[50]

- Cuerdas: imitan a los instrumentos tales como el violín, la viola, el violonchelo, el contrabajo o incluso la viola da gamba, un instrumento muy empleado durante el período barroco. Los tubos de estos registros tienen un diámetro mucho más estrecho que un registro principal, por lo que su sonido es suave y estrecho. Las cuerdas se construyen más comúnmente de madera, pero también puede haber de metal. Son especialmente importantes para la interpretación de la música de órgano romántica lenta, meditativa y suave, como pueden ser los movimientos Adagio o Priere, si el órgano tiene varios registros de cuerdas, como viola, salicional, gamba y otros. También es muy común utilizar el sonido del registro de la voix celeste junto con las cuerdas. Debido a que los registros de voix celeste están afinados un poco más agudos (a veces incluso afinado un poco más bajos), la combinación produce un sonido ondulante en combinación con las cuerdas de 8'. Este sonido es similar al efecto del trémulo.[50]

- Lengüetas: tienen una construcción muy diferentes a los citados anteriormente.[50] En el pie del tubo, el aire a presión debe atravesar una pieza semicilíndrica llamada chalote y una lengüeta (generalmente de latón). La lengüeta vibra, y la altura del sonido producido depende de la longitud de la pieza libre y de su elasticidad, es decir, su grosor y el tipo de material utilizado. El color del sonido producido como su riqueza de armónicos, depende de la forma, el grosor y el material de la lengüeta, pero también de la forma y la longitud del tubo superior, que actúa y se llama, resonador. Este resonador ayuda a la lengüeta a mantener su altura y selecciona los armónicos del sonido que se emite.[32] En un tubo de lengüeta, el cuerpo solo funciona como resonador y no fija la frecuencia del sonido. Es posible construir un tubo de lengüeta que toque a la altura normal de 8', pero con resonadores de solo la mitad de la longitud normal, es decir, la mitad del tubo de labio que produce la misma nota.[50]

- Registros compuestos: Los registros compuestos no suelen tener una indicación de altura como parte de sus nombres. En cambio, un número romano indica el número de tubos que sonarán cuando se toque una tecla. Algunos constructores de órganos darán en el registro el número romano, y en algunos casos, un número arábigo que indica el tono más bajo que suena en ese registro. Por ejemplo, en el "2 Plein Jeu V" sonarían cinco tubos, y el tono más bajo que se escucharía en ese registro sería un registro de 2', es decir, dos octavas más alto que el tono normal de 8'. La mayoría de los registros compuestos incluyen alturas correspondientes a los fundamentales y armónicos de la serie armónica, pero no todos los registros compuestos incluyen todos las alturas posibles. Un tipo especial de registro compuesto, el céleste, no tiene ningún tubo que suene con armónicos de la fundamental.[51]

##### Registros peculiares
Fuera de los registros habituales hechos de tubos de madera o metal, existen unos contados tipos de registros peculiares presente en ciertos órganos, pero que se tratan de rarezas, por lo tanto no son muy habituales. Algunos de estos registros no tienen afinación determianda como por ejemplo el Zimbelstern (una rueda de campanas giratorias), y el effet d'orage ("efecto de trueno", un dispositivo que hace sonar simultáneamente los tubos graves más bajos). En la construcción de órganos también se han imitado instrumentos de percusión orquestales estándar, como el tambor, las campanillas, la celesta y el arpa.
Algunos instrumentos emplean algún registro que imita el sonido de los pájaros, el mismo dependiendo del idioma puede llamarse Nightingale (inglés), Rossignol (francés) o Vogelgesang (alemán), cuya traducción al español es "ruiseñor". En la mayoría de los casos, su construcción es diferente a los registros habituales. En este caso peculiar, el registro consiste en dos o más tubos metálicos pequeños separados por una tercera mayor o menor y que se soplan sucesivamente, cuyos extremos están sumergidos en un recipiente con agua o un aceite de baja densidad. La clase de registro de los pequeños tubos para lograr tal efecto suele ser del tipo Zimbel o Flageolet muy agudos, de unos pocos centímetros de longitud. Existen indicios de la existencia de estos registros que emulan el sonido de los pájaros desde 1450, y se encuentran en instrumentos fabricados principalmente entre los siglos XVI y XVII en toda Europa, y hasta mediados del siglo XIX en algunas partes de España, Italia y el sur de Alemania.
Algo más habitual de ver, aunque no tan normalizado son los registros de percusión. Ciertos registros de percusión están afinados, otros en cambio no. Por ejemplo existe un registro de campanas que consta en una serie de tales instrumentos afinadas que son golpeadas por unos pequeños martillos. Otro registro de percusión que esta afinado son los "glockenspiels", esta constituido de una serie de barras de metal. Un registro “vibráfono” es también del tipo percusión afinado. En cambio el registro “xilófono” está hecho por barras de madera. Las percusiones afinadas incluyen también Carillon, Celesta, Chimes, Chrysoglott, Cloches, Arpa y Marimba, entre otros.
Existen varios registros de percusión no afinados, tales como Bass Drum, Castanets, Crash Cymbal, Cymbal, Rain, Wind, Tambourine, Sleigh Bells o Triangle, entre muchos otros. Si bien estos registros datan al menos de principios del siglo XVI, en los tiempos modernos se encuentran casi exclusivamente en órganos de teatro, de los cuales son una parte esencial. Por lo general, se construyen a partir del instrumento mismo, con un mecanismo eléctrico o neumático para golpear el instrumento. Cuando aparecen como un registro, suenan igual en cada nota del teclado. También pueden ser accionados por un pistón especial.
Un caso peculiar es también un registro a modo de "chiste" llamado "Raushwerk" presente en la Catedral de Ratzeburg, en Alemania. No es un registro es sonoro en sí, ya que al tirar del mismo, se descubre un pequeño armario con una botella de aguardiente y algunos vasos.

#### Combinaciones
Los registros del órgano se pueden combinar de muchas formas, lo que da como resultado una gran variedad de sonidos. Se puede utilizar una combinación para cambiar instantáneamente de una combinación de registros a otra. Las acciones de combinación cuentan con pequeños botones llamados pistones que el organista puede presionar y que generalmente se encuentran debajo de las teclas de cada teclado (pistones de pulgar) o sobre el pedalero (pistones de punta). Los pistones pueden ser divisionales (afectan sólo a una división) o generales (afectan a todas las divisiones), y pueden ser preestablecidos por el constructor del órgano o pueden ser modificados por el organista. Las acciones de combinación modernas funcionan a través de la memoria de la computadora y pueden almacenar varios canales de registros.

#### Acoples
El acople permite que las notas de una división se toquen desde el teclado de otra división. Por ejemplo, un acoplador etiquetado como Swell to Great permite que las notas agrupadas en la división Swell se toquen en el manual Great. Este acoplador es un acoplador unísono, porque hace que los tubos de la división Swell suenen en el mismo tono que las teclas tocadas en el manual Great. El acoplamiento permite que las notas de diferentes divisiones se combinen para crear varios efectos tonales. También permite que cada nota del órgano se toque simultáneamente desde un manual.
Los acopladores de octava, que añaden los tubos una octava por encima (superoctava) o por debajo (suboctava) de cada nota que se toca, pueden funcionar en una sola división (por ejemplo, la superoctava Swell, que añade la octava por encima de lo que se toca en la división Swell a sí misma), o actuar como un acoplador a otro teclado (por ejemplo, la superoctava Swell a Great, que añade al manual Great los rangos de la división Swell una octava por encima de lo que se toca).
Además, los órganos más grandes pueden utilizar acopladores unísono, que evitan que los registros que se tocan en una división particular suenen en su tono normal. Estos se pueden utilizar en combinación con acopladores de octava para crear efectos auditivos innovadores, y también se pueden utilizar para reorganizar el orden de los manuales para que sea más fácil tocar piezas específicas.

#### Pedales de crescendo y expresión

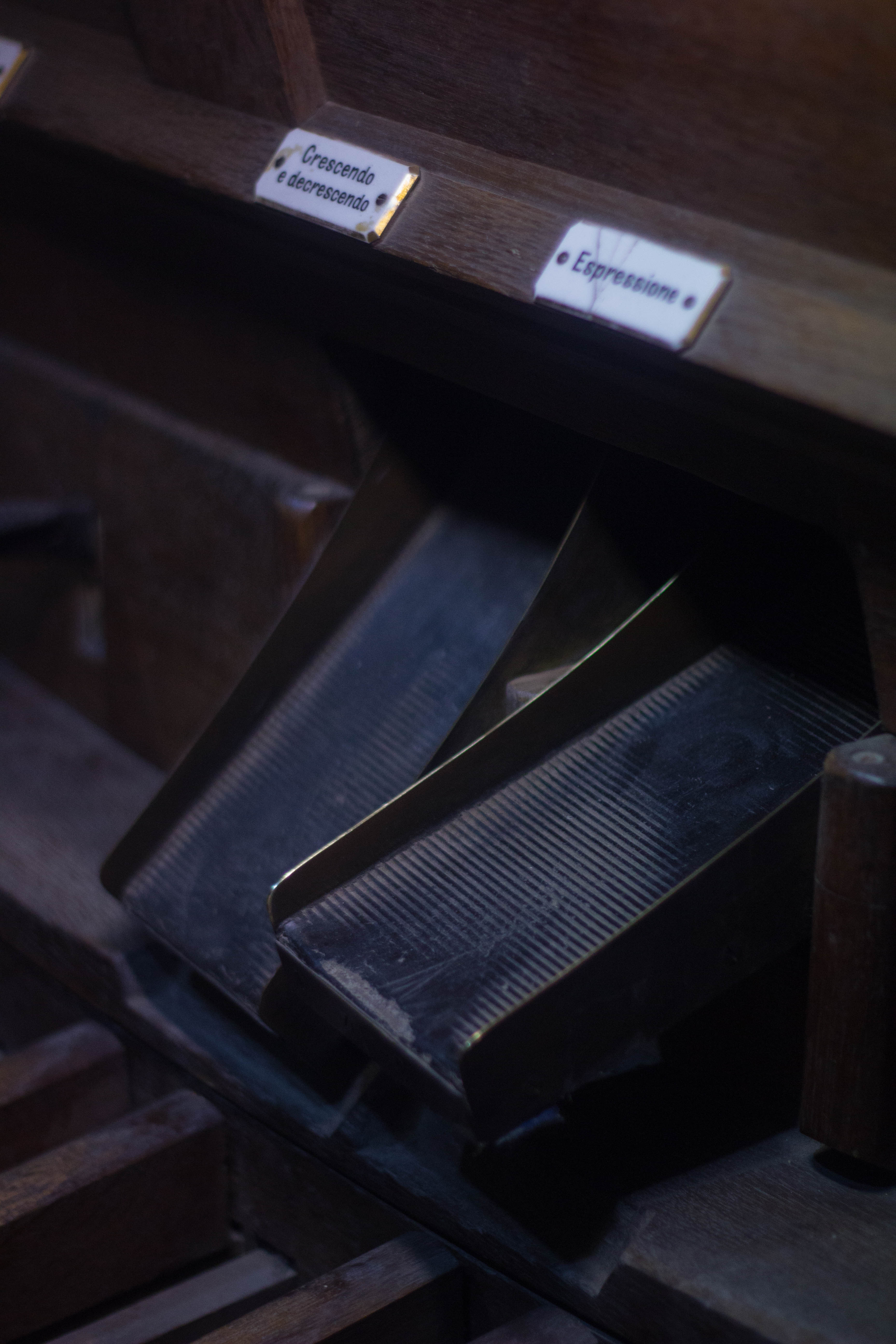
Pedales de crescendo y expresión.

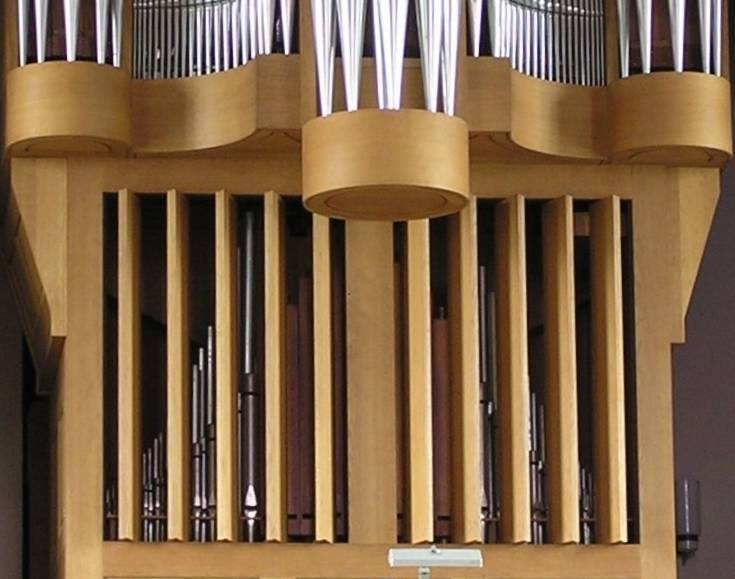
Apertura total de las persianas de la caja swell, se pueden divisar los tubos del órgano detrás de las cortinas.

Muchos órganos poseen sobre las teclas de los pedales, uno, dos o más pedales basculantes, uno de ellos es el crescendo, y uno o varios que manejan la caja o división swell (también es posible que haya más pedales para manejar las divisiones de Choir y Solo), el juego de pedales dan dos formas completamente diferentes de lograr un crescendo o un diminuendo. El pedal de la caja swell es posible verlo presente en instrumentos de mecanismo del tipo mecánico, su implementación data desde el siglo XVII y desde allí su uso ha sido muy extendido. Sin embargo el pedal de crescendo solo en posible verlo en instrumentos con mecanismos electrónicos debido a su complejo mecanismo, y su uso es mucho menos frecuente que los pedales de expresión.
El término "enclosure" hace referencia a un sistema que permite controlar el volumen, sin necesidad de añadir o quitar registros. En un órgano de dos teclados con divisiones de Great y Swell, la división de Swell estará encerrada en una cámara. En órganos más grandes, también se pueden encerrar partes o la totalidad de las divisiones de Choir y Solo. Los tubos de una división encerrada se colocan en una cámara generalmente llamada caja swell. Al menos un lado de la caja swell está construido con paletas horizontales o verticales conocidas como cortinas swell, que funcionan de manera similar a las persianas venecianas; su posición se puede ajustar desde un pedal de la consola. El pedal que pivotea sobre un eje de tal forma que al estar en una posición casi vertical, las persianas de la caja swell se mantienen cerradas, mientras que cuando está en su posición casi horizontal, las persianas están abiertas. Cuando las cortinas están abiertas, se escucha más sonido que cuando están cerradas. A veces, las cortinas están expuestas siendo fáciles de ver, pero a menudo están ocultas detrás de una hilera de tubos de fachada o una rejilla. Sin embargo, se puede cerrar rápidamente o lentamente para lograr efectos expresivos o para ajustar el equilibrio entre ciertas combinaciones Great y Swell.
Algunos órganos modernos con mecanismos electrónicos tienen un pedal llamado crescendo, por lo general este dispositivo está ubicado la derecha del pedal de la caja swell, y a menudo esta levantado ligeramente para ayudar a identificarlo "al tacto". Cuando el organista abre el pedal de crescendo, va añadiendo los registros más suaves uno por uno, manteniendo cierto equilibrio entre las divisiones. Cuando se abre por completo, se añaden casi todos los registros que contribuyen al conjunto. La posición normal del pedal de crescendo es completamente cerrado (la parte superior del pedal tirada hacia el organista). Debido al control limitado del organista para determinar los registros que se activan con el pedal de crescendo, y como consecuencia de su poco frecuente uso dentro de la literatura organística, el pedal de crescendo se utiliza con mucha menos frecuencia que el pedal de expresión. Algunos órganos no tienen pedal de crescendo en absoluto, y su construcción solo es posible gracias a los mecanismos electrónicos más modernos.

### Afinación y calibración
Los órganos de tubos pueden desafinarse con los cambios climáticos. El órgano es más susceptible a los cambios de temperatura, lo que provoca que los tubos se expandan o contraigan. Esto provoca que los collares y los tapones se muevan ligeramente. Los tubos de lengüeta son los más estables del órgano porque la lengüeta se mantiene firmemente en su lugar gracias al alambre de afinación y no se ven tan afectados por los cambios climáticos. Los tubos de labio en cambio, son más susceptibles a desafinarse. Suelen desafinarse al mismo ritmo y en la misma dirección (sostenido o bemol). Dado que hay más tubos de labio que lengüetas en el órgano, es normal que suene como si las lengüetas estuvieran desafinadas. Se suele hacer una revisión anual de afinación y mantenimiento a los órganos, se recomienda afinarlos durante los principales cambios climáticos, es decir durante el cambio de estación. Durante el año, las notas problemáticas deben corregirse a medida que se detectan. A pesar de la creencia popular, existen soluciones económicas para ayudar al órgano a mantenerse afinado, como calefaccionar el sitio en época invernal.

## Selección de obras para órgano

### Barroco
- Fiori musicali (1635) de G. Frescobaldi (1583-1643)
- Toccate et partite (1627) de G. Frescobaldi (1583-1643)
- Fantasía coral An Wasserflüssen Babylon de J. Reinken (1623-1722)
- Preludio BuxWV 136 de D. Buxtehude (1637-1707)
- Anthems (himnos) de Henry Purcell (1659-1695)
- Preludios de Johann Pachelbel (1653-1706)
- Chacona en fa menor de Johann Pachelbel (1653-1706)
- Libro de misas (1690) de François Couperin (1668-1733)
- Libro de órgano (1699) de Nicolas de Grigny (1672-1701)
- Ariadne Musica (1702) de Johann Caspar Ferdinand Fischer (1665-1746)
- Seis sonatas a trío para órgano, BWV 525-530 (1727) de J. S. Bach (1685-1750)
- Fantasía y fuga en sol menor, BWV 542 J. S. Bach
- Preludios y fugas 543, 547, 548 y 564 de J. S. Bach (1685-1750)
- Tocata y fuga en re menor, BWV 565 (1708) de J. S. Bach (1685-1750)
- Fugas BWV 575 y 578 de J. S. Bach (1685-1750)
- Passacaglia y fuga en do menor, BWV 582 (1715?) de J. S. Bach (1685-1750)
- Ejercicio de pedal, BWV 598 de J. S. Bach (1685-1750)
- Orgelbüchlein BWV 599-644 de J. S. Bach (1685-1750)
- Corales Schubler BWV 645-650 (1746) de J. S. Bach (1685-1750)
- 18 Corales de Leipzig BWV 651-668 de J. S. Bach (1685-1750)
- 16 Conciertos para órgano (1730) de G. F. Handel (1685-1759)
- Seis Conciertos para dos órganos de Antonio Soler (1729-1783)
- Tres glosas sobre el canto llano a la Inmaculada Concepción, de Francisco Correa de Arauxo.

### Clásico
- Fantasías y sonatas de W. A. Mozart (1756-1791)
- Dos conciertos para órgano de F. Haydn (1732-1809)
- Concierto para órgano de Michel Corrette (1707-1791)

### Romántico
- Sonatas de Félix Mendelssohn (1809-1847)
- Preludio y fuga en nombre de Bach de Franz Liszt (1811-1886)
- Piezas juveniles de Anton Bruckner (1824-1896)
- Preludio, fuga y variación de César Franck
- Sinfonía n.º 3 de Camille Saint-Saëns
- 10 piezas (1890) de Eugenie Gigout
- Corales (1897) de Johannes Brahms (1833-1897)
- Sinfonía n.º 5, op. 42/1 de Charles Marie Widor (1880)

### SigloXX
- Retablo Medieval: Concertino para órgano y orquesta (1949) de Miguel Bernal Jiménez
- Concierto para órgano (1938) de Francis Poulenc
- La nativité de Olivier Messiaen
- Méditations sur la Sainte Trinité de Olivier Messiaen
- Litanies de Jehan Alain
- Six études de Jeanne Demessieux
- Te Deum de Jeanne Demessieux
- ORGAN²/ASLSP de John Cage

### SigloXXI
- All Thoughts Fly (2020) de Anna von Hausswolff
- Oración (2018) de Cristóbal Halffter
- Lar I (2018) de José María Sánchez-Verdú

### Otras facetas en obras musicales: como acompañante

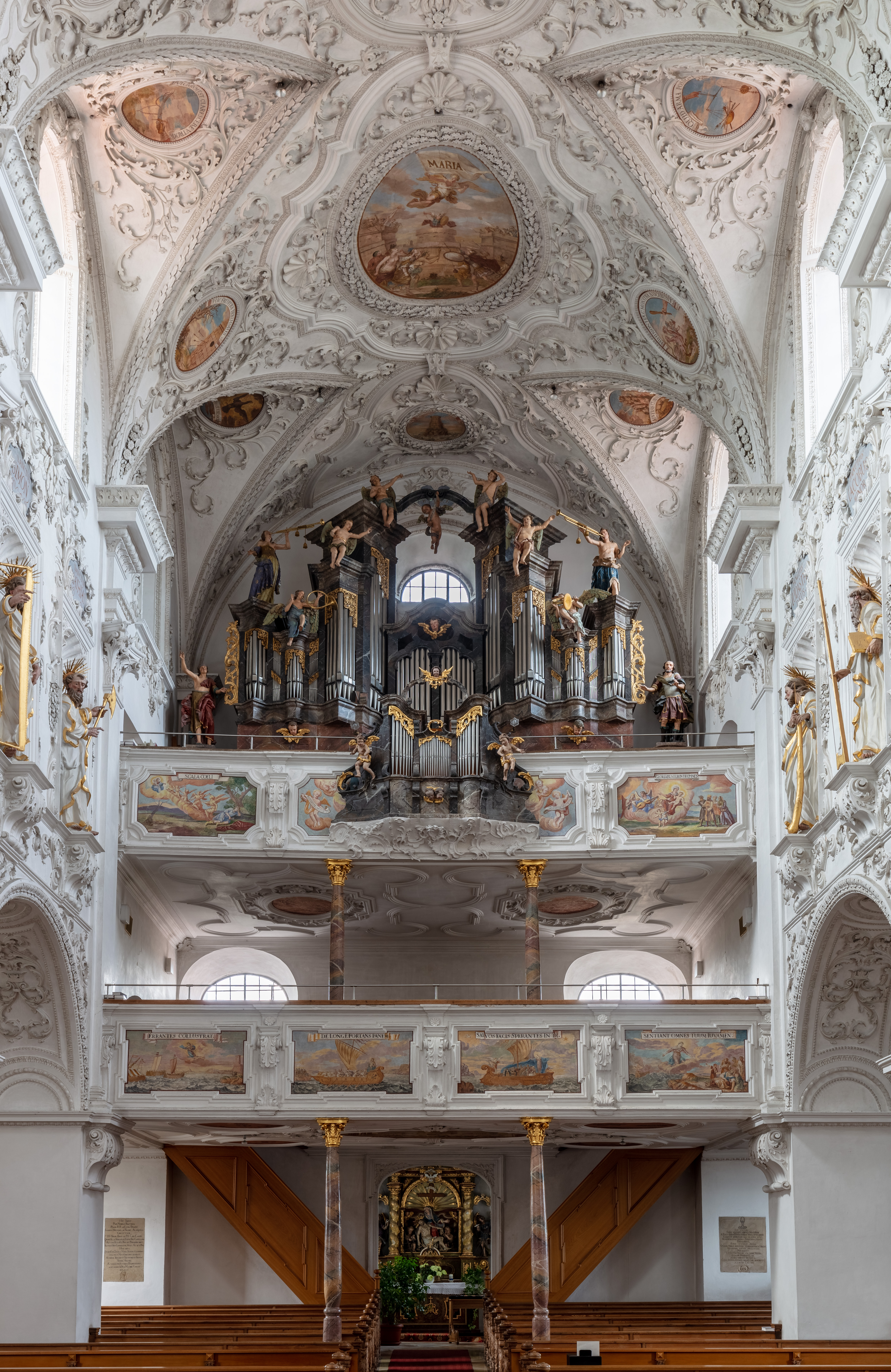
Órgano de la iglesia de la Asunción de María, Kirchhaslach, Alemania.

El órgano, aparte de ser un instrumento solista, ha tenido otras facetas en las obras, como acompañamiento o realización del bajo continuo.
En la Edad Media y el Renacimiento, el órgano, antes de que se compusieran obras a "solo" o como solista, se utilizaba para acompañar o entonar el canto gregoriano, misas, motetes y piezas polifónicas de Leonín y Perotín (de la Escuela de Notre Dame), siendo el único instrumento que se podía tocar en la música religiosa.
En la época barroca, con la aparición del bajo continuo, el órgano, junto con el clave, el fagot y el laúd adquiere una importancia capital, porque el órgano permitía hacer acordes juntos y alargar notas para realizar el bajo continuo. Entonces, desde 1600 hasta 1750, el órgano esta prácticamente como parte del bajo continuo en todas las obras vocales religiosas, y también, se puede decir la instrumental. Todos los compositores barrocos hicieron la técnica del bajo continuo, entre ellos, Claudio Monteverdi, Jean-Baptiste Lully, Brutexude, François Couperin, J. S. Bach, etc. Como ejemplos de obras que requieran el apoyo del órgano haciendo el bajo continuo se pueden citar las 200 cantatas sacras de J. S. Bach (1685-1750) o el Gloria RV 589 de Vivaldi (1675-1741).

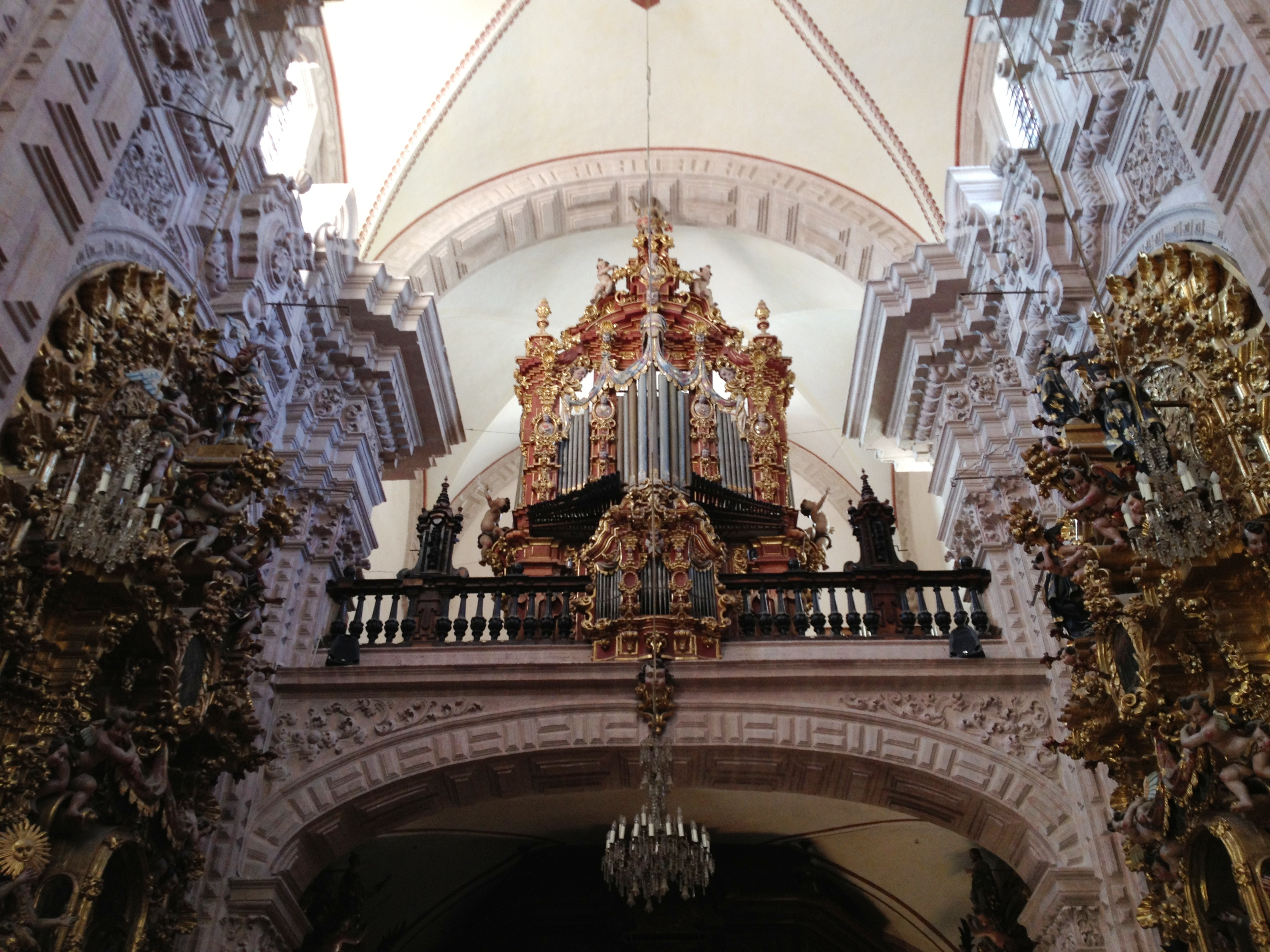
Coro del templo de Santa Prisca de Taxco, México.

Además de la técnica del bajo continuo, al órgano también se le dio un papel de acompañante melódico. Como ejemplos, se pueden mencionar algunas arias de cantatas sacras de J. S. Bach o los himnos de Henri Purcell (1659-1695).
En el clasicismo y épocas posteriores, con el desuso del bajo continuo, el órgano recupera el papel de acompañante y entonador, y se relega básicamente a la música religiosa, como algunas piezas de voz y órgano de César Franck.

### Selección de obras como acompañante o parte del bajo continuo
- Llibre Vermell de Montserrat
- Misa del Papa Marcelo de Palestrina (1524-1596)
- Cantata BWV 35 (1726) de J. S. Bach (1685-1750)
- Pasión según San Mateo BWV 244 de J. S. Bach (1685-1750)
- Stabat mater de Pergolesi

## Organistas famosos
Véase Categoría:Organistas

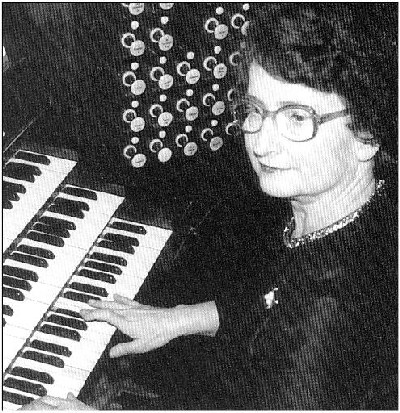
La organista francesa Marie-Claire Alain en 1975.

Hablando de compositores para órgano, el periodo barroco fue el más fructífero para el instrumento, con compositores de gran renombre como Dietrich Buxtehude, Johann Sebastian Bach, Georg Friedrich Händel, Johann Pachelbel y Antonio Vivaldi, del romanticismo Mozart, Franz Liszt, Robert Schumann, Alexandre Boël, Felix Mendelssohn, Anton Bruckner, Bartholdy, Léon Boëllmann, Johannes Brahms y César Franck. Del siglo XX tenemos a Charles-Marie Widor, Jehan Alain, Olivier Messiaen, Francis Poulenc, Jeanne Demessieux y Marcel Dupré.
Como improvisadores se pueden destacar a Charles Tournemire, Marcel Dupré, Pierre Cochereau y Pierre Pincemaille.
Como intérpretes se pueden destacar a Albert Schweitzer, Lionel Rogg, Helga Schauerte-Maubouet, Diane Bish, Virgil Fox y Adelma Gómez. La francesa Marie-Claire Alain es considerada la organista de mayor éxito, con cerca de doscientos cincuenta discos editados y cuatro millones de copias vendidas, grabó en tres ocasiones la obra integral de órgano de Johann Sebastian Bach, además de registrar las obras de una docena de compositores.

## Bandas sonoras de cine
A partir de la primera mitad del siglo XX el órgano se encuentra en bandas sonoras de cine, compositores como destinan brillantes participaciones en algunas de sus bandas sonoras haciendo una función completamente diferente visto desde entonces.
A partir de aquí, el órgano, conforme avanza el siglo XX encuentra un hueco en más ámbitos musicales, como las bandas sonoras de series o anuncios.
Un interesante ejemplo son las piezas contemporáneas de órgano compuestas por Hans Zimmer para la película Pirates of the Caribbean: Dead Man's Chest, donde dedica dos temas al antagonista de la película Davy Jones y su mascota el Kraken, lo interesante aquí es que el órgano ha sido llevado a una nueva faceta: una partitura que no incluye pedales y además tiene un amplio apoyo de instrumentos digitales para orquesta.
Hans Zimmer también compuso la banda sonora de "Interstellar", donde el órgano era el solista de las piezas, acompañado de una orquesta y demás recursos del mencionado compositor.
También tenemos a otro compositor: Danny Elfman, quien compuso melodías de órgano similares en torno al apoyo de otros instrumentos, dedicadas a las películas Batman y Batman Returns.

## Bandas sonoras de videojuegos
Más recientemente, a partir de la década de 1980, compositores de música para videojuegos han utilizado samples para emular este instrumento en algunas piezas de sus bandas sonoras para videojuegos.
Es a partir de la generación de juegos de 16 bits (1989-1996) donde, teniendo una calidad de sonido decente en las consolas Mega Drive, Super Nintendo, las Recreativas y Neo Geo se puede empezar a percibir un buen sample que emula el sonido real de un órgano.
Una de las primeras apariciones del órgano es en la banda sonora de la recreativa Vampire Killer (1988) de Konami, ligando desde entonces a las bandas sonoras de la saga Castlevania.
En 1991 encontramos dos excelentes bandas sonoras, Super Castlevania IV y Super Ghouls ghosts donde el órgano tiene un papel bastante importante.
También, en el mismo año, Nobuo Uematsu le da un papel importante en las bandas sonoras de Final Fantasy IV (1991,) y más adelante en Final Fantasy VI del año (1994) de Square, donde se ve una fuerte influencia de la escuela alemana barroca con Bach, Buxtehude, etc., y hay pistas memorables como "Dancing Mad".
Michiru Yamane, compositora de muchas de las bandas sonoras de los juegos de la saga Castlevania, le un papel estelar en los juegos Castlevania Symphony of the Night (1997), Harmony of Dissonance (2002), Aria of Sorrow (2003), Lament of Inoccence (2003) y Curse of Darkness (2005) donde la música está muy influenciada también por la música organística del barroco.
Otro ejemplo del uso del órgano en bandas sonoras en videojuegos es Tri-Ace en la mayoría de sus videojuegos actuales, como Star Ocean o Baten Kaitos (este último desarrollado por Tri-Crescendo, compañía gemela de Tri-Ace que desarrolla las bandas sonoras). El célebre músico que compone las obras es Motoi Sakuraba, conocido por crear las BSO de numerosos RPJ's.
En The Legend of Zelda: Ocarina of Time el antagonista, Ganondorf, espera a Link tocando el órgano.
En Crash of the Titans durante la pelea contra N.Gin, este toca un órgano mientras sus mutantes atacan a Crash.

## Selección de obras destacables en otras músicas

### Bandas sonoras de anime
- Dragon Ball Z (1989-1996)
- Naruto (2002-2017): al parecer es solamente una corta repetición rediseñada del principio de la fuga de Johann Sebastian Bach de su famosa obra Tocata y Fuga en Re menor.
- Silent Möbius (1998): al comienzo del opening se escucha el introito en órgano
- Saru! Get You ~On Air~: el tema de Pipotron J se basa en Música Gótica En el fondo y con Notas de Órgano, Curiosamente se desconoce si se basa en una obra clásica, o es una Improvisación.

### Bandas sonoras de videojuegos
- Vampire Killer (1988)
- Final Fantasy IV (1991) de Nobuo Uematsu
- Super Castlevania IV (1991)
- Super Ghouls Ghosts (1991)
- Drácula (1993)
- Final Fantasy VI (1994) de Nobuo Uematsu
- Live a Live (1994)
- Killer Instinct - Sabrewulf Theme (1994)
- Chrono Trigger (1995)
- Super Mario 64 - Ultimate Koopa (1996) de Kōji Kondō
- Castlevania: Symphony of the Night (1997)
- Banjo-Kazooie (1998) de Grant Kirkhope
- The Legend of Zelda: Ocarina of Time - Inside Ganon's Castle (1998) de Kōji Kondō
- Final Fantasy VIII (1999) de Nobuo Uematsu
- Donkey Kong 64 (1999) de Grant Kirkhope
- Banjo-Tooie (2000) de Grant Kirkhope
- Castlevania: Harmony of Dissonance (2002)
- Kingdom Hearts (2002)
- Castlevania: Aria of Sorrow (2003)
- Castlevania Lament of Innocence (2003)
- Kingdom Hearts: Chain of Memories (2004)
- Castlevania Dawn of Sorrow (2005)
- Castlevania Curse of Darkness (2005)
- Kingdom Hearts II (2006)
- Ar tonelico: Melody of Elemia - EXEC_CHRONICLE=KEY/. y EXEC_HARMONIUS/. (2006) de Akiko Shikata
- Castlevania Portrait of Ruin (2007)
- Ar tonelico II: Melody of Metafalica - EXEC_HAIBANATION/. (2007) de Yuko Ishibashi
- Ar tonelico Qoga: Knell of Ar Ciel - EXEC_FLIP_FUSIONSPHERE/. (2010) de Haruka Shimotsuki